# Ian Harding
Ian Michael Harding (Heidelberg, Baden-Württemberg; 16 de septiembre de 1986) es un actor estadounidense. Es conocido por su papel como Ezra Fitz en la serie de televisión Pretty Little Liars.

## Biografía
Harding nació en Heidelberg, Alemania, hijo de una familia militar estadounidense. Su familia se mudó a Virginia unos años más tarde, donde se unió al club de teatro en su escuela secundaria, Georgetown Preparatory School en North Bethesda, Maryland. Fue seleccionado por su clase para dar la dirección de inicio. Posteriormente, prosiguió el programa de Actuación/Teatro Musical en la Universidad Carnegie Mellon.
Harding ha estado trabajando con la Fundación Lupus de América para recaudar fondos y conciencia para la investigación del lupus y la educación para apoyar a su madre, que ha estado viviendo con lupus por más de 20 años.

## Carrera
Harding fue elegido para el papel de Ezra Fitz en la serie dramática de ABC Family Pretty Little Liars en 2010. En la ficción se mantuvo hasta el final en 2017 como personaje protagonista en todas sus temporadas. Harding ha ganado siete Teen Choice Awards por su interpretación en la serie.
En febrero de 2017 fue seleccionado en un papel protagonista para el piloto de televisión de una nueva serie para FOX titulada Thin Ice. Finalmente, la serie fue cancelada y se lanzó como película de televisión.
En cine, sin embargo, ha tenido papeles poco relevantes, participando como personaje de apoyo en producciones independientes. En 2019 obtuvo un pequeño papel para la película Ford v Ferrari. Su primer papel importante en cine le llegó con la producción original de Netflix Our Little Secret, una comedia romántica que protagoniza junto a Lindsay Lohan.

## Filmografía

### Cine
| Año  | Título                       | Personaje         | Notas         |
| ---- | ---------------------------- | ----------------- | ------------- |
| 2007 | Groom with a View            | Teen Lincoln      | Cortometraje  |
| 2009 | Adventureland                | Wealthy Prepster  |               |
| 2010 | Love and Other Drugs         | Pfizer Trainee #1 | Sin acreditar |
| 2011 | Deadtime Stories: Volume 2   | Ryan              |               |
| 2012 | Christmas Without You        | Nathan Stewart    | Cortometraje  |
| 2013 | Business Card on the Rocks   | Ben               | Cortometraje  |
| 2014 | Immediately Afterlife        | Elder Paul Fields | Cortometraje  |
| 2015 | Minimum Wage                 | Tim               | Cortometraje  |
| 2015 | Addiction: A 60's Love Story | Max Bornstein     |               |
| 2016 | Pale Blue                    | Ben               | Cortometraje  |
| 2016 | Super Novas                  | Alex              |               |
| 2017 | People You May Know          | Phillip           |               |
| 2018 | Office Uprising              | Nicholas Frohm    |               |
| 2019 | Ford v Ferrari               | Ejecutivo Ian     |               |
| 2022 | The Hater                    | Brent             |               |
| 2024 | Our Little Secret            | Logan             |               |

### Televisión
| Año       | Título              | Personaje      | Notas                                     |
| --------- | ------------------- | -------------- | ----------------------------------------- |
| 2010      | NCIS: Los Angeles   | Curtis Lacross | 1 episodio                                |
| 2010–2017 | Pretty Little Liars | Ezra Fitz      | Personaje principal                       |
| 2012      | Punk'd              | Él mismo       | Episodio: «Lucy Hale»                     |
| 2012      | I'm Not a DJ        | Matt           | Película para televisión                  |
| 2016      | Break: The Musical  | Rockstar       | Episodio: «Break (I've Been Waiting For)» |
| 2017      | Flip the Script     | El Productor   | Miniserie; 1 episodio                     |
| 2018–2019 | Chicago Med         | Phillipe Davis | Recurrente; 11 episodios                  |
| 2022      | Long Slow Exhale    | Eddie Hagan    | Personaje principal                       |

### Videos musicales
| Año  | Grupo           | Canción              | Papel    |
| ---- | --------------- | -------------------- | -------- |
| 2016 | Black Eyed Peas | «Where is the love?» | Él mismo |

## Premios y nominaciones
| Año  | Premio                  | Categoría                            | Papel               | Resultado |
| ---- | ----------------------- | ------------------------------------ | ------------------- | --------- |
| 2010 | Teen Choice Awards      | Mejor estrella del verano – Hombre   | Pretty Little Liars | Ganador   |
| 2011 | Teen Choice Awards      | Mejor estrella del verano – Hombre   | Pretty Little Liars | Ganador   |
| 2012 | Teen Choice Awards      | Mejor actor de televisión – Drama    | Pretty Little Liars | Ganador   |
| 2013 | Teen Choice Awards      | Mejor actor de televisión – Drama    | Pretty Little Liars | Ganador   |
| 2013 | Premios People's Choice | FMejor actor dramático de televisión | Pretty Little Liars | Nominado  |
| 2014 | Teen Choice Awards      | Mejor actor de televisión – Drama    | Pretty Little Liars | Ganador   |
| 2015 | Teen Choice Awards      | Mejor actor de televisión – Drama    | Pretty Little Liars | Ganador   |